# Władysławów (Płock)
Pour les articles homonymes, voir Władysławów.
Władysławów (prononciation : [vwadɨˈswavuf]) est un village polonais de la gmina de Łąck dans le powiat de Płock de la voïvodie de Mazovie dans le centre-est de la Pologne.
Il se situe à environ 5 kilomètres au sud-ouest de Łąck (siège de la gmina), 16 kilomètres au sud-ouest de Płock (siège du powiat) et à 100 kilomètres à l'ouest de Varsovie (capitale de la Pologne).

## Histoire
De 1975 à 1998, le village appartenait administrativement à la voïvodie de Płock.